# Tørsbøl Station
Tørsbøl Station er en tidligere station i Tørsbøl på Sønderborgbanen i Jylland. Da det åbnede i 1901 var det en vigtig station på strækningen, da der udgik flere baner derfra. Oprindeligt var hovedbanen strækningen mellem Sønderborg og Padborg med en sidebane til Tinglev. Dette skyldtes at området på daværende tidspunkt var tysk og man ønskede derfor at orientere banen mod syd. Efter Genforeningen i 1920 blev det pludselig mere vigtigt med ruten til Tinglev og dermed orienteret mod nord. Som følge af dette blev banen til Padborg også nedlagt i 1932 og Tørsbøl gik dermed fra at være et knudepunkt til en almindelig station. Stationen blev nedsat til trinbræt i 1969 og endeligt nedlagt for trafik i 1974.
I området findes der i dag en mindesten for Padborg-Tørsbøl strækningen og stationsbygningen er der også stadig.
54°54′35.9″N 9°29′29.86″Ø / 54.909972°N 9.4916278°Ø